# Setauket-East Setauket
Setauket-East Setauket è un census-designated place (CDP) degli Stati Uniti d'America, situato nello stato di New York, nella contea di Suffolk.